# Blackout (Marcus Daniels)
Blackout —Apagón en España— (Marcus Daniels) es el nombre de un supervillano ficticio que aparece en los cómics estadounidenses publicados por Marvel Comics. El primer personaje en usar el nombre dentro del universo ficticio.
Patrick Brennan interpretó al personaje en un episodio de la primera temporada de Agents of S.H.I.E.L.D. ambientada en el Marvel Cinematic Universe.

## Historial de publicaciones
Blackout apareció por primera vez en Nova #19 y fue creado por Marv Wolfman, Carmine Infantino y Tom Palmer.

## Biografía ficticia
Marcus Daniels nació en Flushing, Queens, Nueva York. Trabajaba como asistente de laboratorio del Dr. Abner Croit, un físico que espera construir un dispositivo capaz de aprovechar energías de otras dimensiones. Croit siempre miró con desprecio el conocimiento inferior de Daniels, haciéndolo sentirse inútil. Daniels siempre se preguntaba cómo sería aprovechar la energía que estaban investigando para ser poderosos. Después de que un accidente lo bañara en la energía extradimensional de la Fuerza Oscura, tuvo la oportunidad de averiguarlo. Llamándose a sí mismo Blackout, su cuerpo ahora estaba lleno de poder, convirtiéndose en una superficie de control de la dimensión Fuerza Oscura. Sin embargo, a pesar de que sus poderes amenazaban con salirse de control, escapó de los intentos de Croit por curarlo y huyó.
Sin embargo, Blackout volvió a los laboratorios, ya que necesitaba el dispositivo estabilizador para controlar sus energías. Pero también volvió a buscar venganza contra Croit: la cordura de Blackout también comenzó a sufrir. Creía que Croit estaba investigando las energías de las "estrellas negras" y que su cuerpo ahora generaba esa energía. Además, creía que Croit estaba defraudando al gobierno con su investigación y había sobornado a un juez para que lo incriminara por robarle sus secretos. En lugar de un accidente que causó sus poderes, Daniels pensó que el Dr. Croit lo sometió voluntariamente a un experimento a cambio de retirar los cargos en su contra.
Nova encontró a Blackout en su camino hacia la venganza, y Blackout derrotó fácilmente al joven héroe. Antes de que Nova pudiera alcanzarlo, Blackout regresó a los laboratorios, matando a Croit y su nuevo asistente dejándolos "fusionarse con el espectro de color" (en realidad, desviándolos a la dimensión Fuerza Oscura). Luego de otra escaramuza con Nova, Blackout desapareció en esta dimensión cuando cayó sobre el estabilizador durante la batalla, destruyéndolo.
El estabilizador de alguna manera terminó en el Proyecto Pegaso, el laboratorio de investigación de energía del gobierno. Un ataque de los Hombres de Lava y la presencia del Capitán Marvel (Monica Rambeau) logró activar el dispositivo, que transportó el Blackout de regreso a la Tierra. Aún sufriendo la ilusión de que Croit todavía estaba vivo y para hacerle daño, trató de escapar. Blackout fue obligada por otra cautiva del Proyecto, Moonstone, a liberarse a sí misma y a otros criminales sobrehumanos, Electro y Rhino, para vengarse de sus captores. Los Vengadores se enfrentaron a los villanos, pero Blackout y Moonstone escaparon a la Dimensión de Fuerza Oscura casi causando que el núcleo nuclear del complejo se derritiera como una distracción.
Moonstone, una ex psiquiatra, trató a Blackout para aprender su verdadero origen, pero se mantuvo en un estado irracional. Cuando los Vengadores los rastrearon, Blackout abrió otra abertura en la dimensión de la Fuerza Oscura al intentar escapar de ellos, chupando a sí mismo y a Moonstone en su interior. Moonstone ayudó a Blackout a navegar a través de la dimensión, llegando finalmente a la superficie de la luna. Esperaba encontrar otra piedra similar a la que le daba poderes, pero se encontraron con los Inhumanos y su aliada, Dazzler, quienes derrotaron a los villanos y los devolvieron al Proyecto: Pegaso en la Tierra.
La siguiente Moonstone apareció a continuación, reclutada por el Barón Zemo para formar su versión de Maestros del Mal, y ella llevó a Blackout. Para entonces, la condición mental de Blackout era tan inestable que a veces se hundía en un estado casi catatónico, que solo respondía a los comandos manipuladores de Moonstone. Sin embargo, con la ayuda de Fixer, Zemo había creado un dispositivo para obligar mentalmente a Blackout a obedecer sus órdenes. Apagón fue instrumental en la adquisición de los de Zemo tomar el control del cuartel general de los Vengadores mediante el envío de toda la mansión a la dimensión Fuerza Oscura en una de las horas más oscuras del equipo. Doctor Druid, usó su habilidad psíquica para romper las manipulaciones de Zemo y Moonstone, restaurando algunas de las facultades mentales de Blackout. Con la cordura relativa restaurada, Blackout resistió los comandos mentales de Zemo, cuya tensión hizo que Blackout colapsara por una hemorragia cerebral masiva.
El cuerpo de Blackout fue puesto bajo la custodia de la Comisión de Actividades sobrehumanas. Años más tarde, su cuerpo fue tomado por Barón Zemo, manipulado como un títere con cuerdas para servir como miembro de su equipo mientras se enfrentaba a los nuevos Thunderbolts durante la vida de su miembro Photon. Durante la batalla entre los dos equipos, Zemo reveló que Blackout era simplemente un caparazón en el que mantenía al Smuggler atrapado. Esto tuvo el efecto deseado de convertir a su hermano, Atlas en contra de su equipo, y Zemo ganó la ventaja. También usó el acceso de Blackout a la dimensión Fuerza Oscura para cortar la forma física de Photon.
Una persona que se parece al Blackout original aparece como parte de la alianza de Capucha con héroes súper poderosos. Más tarde fue visto durante el Asedio de Asgard como parte del sindicato del crimen de Capucha.
Durante la parte de "Apertura de Salvo" de la historia del Imperio Secreto, Blackout en el alias de "Bob Hofstedder" se ve luego viviendo como un hombre de familia casado hasta que es encontrado por Barón Zemo, quien lo convence para unirse al Ejército del Mal. Blackout ayuda a Barón Zemo a atrapar a algunos de los héroes de Manhattan al rodearlos de las sombras de Fuerza Oscura para promover la trama de HYDRA. Después de que Tony Stark A.I y Hawkeye se infiltraran en la prisión de Hydra que es dirigida por Crossbones y Sin, Maria Hill localizó a "Bob" y le disparó en la cabeza lo suficiente como para dejar caer la cúpula Fuerza Oscura alrededor de Manhattan.
Durante la historia de "Damnation", Blackout se revive cuando Doctor Strange usa su magia para restaurar Las Vegas.
Blackout aparece vivo donde está con la pandilla de Capucha en su lucha contra Iron Man, Victor von Doom, un War Machine reiniciado y un batallón de Doombots.

## Poderes y habilidades
El primer Blackout fue expuesto a la radiación cósmica, lo que le dio el poder de aprovechar la Fuerza Oscura, una fuente de energía oscura infinita, y para manipularla de varias maneras. Podía proyectar la Fuerza Oscura como energía de conmoción con una fuerza tremenda. Blackout podría abrir mentalmente portales desde y hacia la dimensión Fuerza Oscura. Podía crear y controlar formas geométricas simples y sólidas desde la Fuerza Oscura, como discos, cubos, esferas, cilindros y planos. Estos objetos absorbieron energía dirigida contra ellos y permanecerían sólidos mientras ejerciera un control consciente sobre ellos. Podía levitar psiónicamente objetos de Fuerza Oscura, y podía volar montando sobre ellos. El apagón fue mentalmente inestable debido a su tiempo pasado en la Dimensión de Fuerza Oscura, y en ocasiones entró en un estado casi catatónico. Su control sobre la Fuerza Oscura dependía de su claridad mental, y se debilitaría cuando estuviera fatigado. Entrenando con Moonstone le permitió mantener sus construcciones de la Fuerza Oscura durante un período de tiempo considerablemente más largo. Blackout usaba un traje con circuitos que lo ayudaron a confinar la Fuerza Oscura dentro de su cuerpo. El traje fue diseñado por el Dr. Abner Croit. Blackout tenía una maestría en física, especialmente en el estudio de la radiación.

## En otros medios

### Televisión
Marcus Daniels aparece en la serie Agents of S.H.I.E.L.D., interpretado por Patrick Brennan. Marcus Daniels trabajó como asistente de laboratorio como parte de un experimento para aprovechar la Fuerza Oscura, pero su exposición a esa energía le dio la capacidad sobrehumana de absorber todas las formas de energía, incluso la energía cinética de las armas de fuego. En el episodio "Providence", Hydra toma el control de S.H.I.E.L.D. conocido como Fridge, donde Daniels fue encarcelado (gracias a Phil Coulson), y lo libera. En el siguiente episodio, "The Only Light in the Darkness", Daniels persigue a la violonchelista Audrey Nathan, a quien consideraba su luz personal. El equipo de Coulson se enfrenta a él, lo que lo sobrecarga con focos modificados que producen radiación gamma, lo que hace que su cuerpo explote.

### Videojuegos
- Marcus Daniels como Blackout aparece en Iron Man y XO Manowar en Heavy Metal como jefe.
- Blackout aparece en Lego Marvel Super Heroes 2.[17] Aparece en el DLC "Cloak y Dagger".